# 昆明顺城街清真寺
昆明顺城街清真寺位于中国云南省昆明市顺城街，始建于明代洪熙元年（1425年），在清代道光初年扩建。清末曾毁于战火，后又多次修复重建。现该寺占地面积约10000平方米。
顺城街清真寺的礼拜殿为横列围廊式歇山顶建筑，面阔五楹，纵深三进。寺内有教长室、教室、沐浴室和殡仪馆等建筑。
1983年7月19日公布为第一批五华区文物保护单位。